# Leonóra
A Leonóra  női név az Eleonóra név rövidüléséből ered.

## Rokon nevek
Eleonóra, Nóra, Lenóra, Ella, Nelli, Norina

## Gyakorisága
Az 1990-es években igen ritka név, a 2000-es években nem szerepel a 100 leggyakoribb női név között.

## Névnapok
- február 21.[2]
- március 6.[2]
- március 26.[2]
- július 9.[2]
- július 12.[2]
- július 15.[2]

## Híres Leonórák
- Leonora – Beethoven: Fidelio című operájának főhőse.
- Leonore - Edgar Allan Poe: Holló c. versének központi nőalakja
- Leonóra asztúriai hercegnő